# Microsoft Active Protection Service
Microsoft Active Protection Service, kurz MAPS, ist eine weltweite Gemeinschaft von Anwendern der Microsoft-Anti-Malware-Programme Microsoft Defender und Microsoft Security Essentials. Bis 2012 lautete der Name der Community SpyNet.
MAPS definiert, welche suspekten Programme als Malware klassifiziert werden und somit in die Signaturen des Microsoft Defender einfließen. Jeder Anwender hat die Möglichkeit, sich dem MAPS anzuschließen, um potenzielle Schadprogramme an Microsoft zu melden. Die für jedes eingesendete Programm erstellten Signaturen sind dann mit dem nächsten Update verfügbar.
Die Teilnahme an MAPS ist bei den Microsoft-Antivirus-Programmen standardmäßig aktiviert. Man kann in den Einstellungen zwischen der einfachen Mitgliedschaft und der Premiummitgliedschaft auswählen. Bei der einfachen Mitgliedschaft werden Informationen über gefundene Malware und deren Herkunft an Microsoft gesendet. Bei der Premiummitgliedschaft verschickt das Programm auch detaillierte Angaben wie den Dateipfad, oder die Auswirkungen des Schadprogrammes.